# Peregrine Osborne, 2. Duke of Leeds

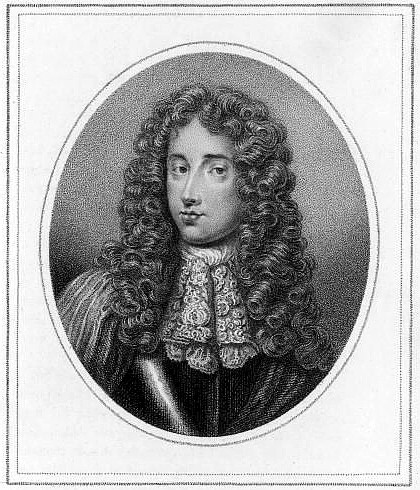
Peregrine Osborne, 2. Duke of Leeds

Peregrine Osborne, 2. Duke of Leeds (getauft 29. Dezember 1659; † 25. Juni 1729) war ein britischer Aristokrat (Peer), Politiker und Marineoffizier.

## Leben
Peregrine Osborne war der zweite Sohn von Thomas Osborne, 1. Duke of Leeds, (1631–1712) und Lady Bridget Bertie (1629–1704), einer Tochter von Montagu Bertie, 2. Earl of Lindsey (1608–1666). Nachdem sein älterer Bruder Edward Osborne, Viscount Latimer (1655–1689) gestorben war, wurde Peregrine Osborne neuer Heir Apparent seines Vaters. Als solcher führte er 1689 bis 1694 den Höflichkeitstitel Earl of Danby und 1694 bis 1712 den Höflichkeitstitel Marquess of Carmarthen.
1673 übertrug ihm sein Vater vorzeitig den schottischen Titel 2. Viscount Osburne, of Dunblane in the County of Perth. Er wurde dadurch, als er 1680 volljährig wurde, Mitglied des schottischen Parlaments. Bereits von 1677 bis Februar 1679 war Osborne, obwohl noch minderjährig, für den Wahlkreis Berwick-upon-Tweed Mitglied des englischen House of Commons, sowie von Februar bis April 1679 für den Wahlkreis Corfe Castle in Dorset.
1682 heiratete er Bridget Hyde, die einzige Tochter von Sir Thomas Hyde, 2. Baronet, of Aldbury (1594–1665). Ihre gemeinsamen Kinder waren Mary (1688–1722), William Henry (1690–1711) und Peregrine Hyde Osborne (1691–1731), der ihn später als 3. Duke of Leeds beerbte.
1689 wurde Osborne erneut Mitglied des englischen Unterhauses, diesmal für den Wahlkreis York. 1690 wurde ihm durch einen besonderen königlichen Beschluss (Writ of Acceleration) der Titel 2. Baron Osborne, ein nachgeordneter Titel seines Vaters, übertragen, so dass er Mitglied des englischen House of Lords wurde.
Seine Karriere bei der Royal Navy entstand aus seinem Hobby, schnelle Yachten zu entwerfen. Im Sommer 1689 rüstete er auf eigene Kosten ein Freibeuterschiff aus. 1690 gelang es ihm mit einer seiner schnellen Yachten, Lord Preston und andere jakobitische Verschwörer bei der Überfahrt nach Frankreich abzufangen und zu verhaften. Im Januar 1691 zum Captain der Royal Navy befördert und im Juli 1693 stieg er zum Rear-Admiral of the Red auf. 1694 nahm er am erfolglosen Angriff auf Brest teil. Im Januar 1694 wurde er zum Rear-Admiral of the Blue, 1703 zum Vice-Admiral of the Red und schließlich im Dezember 1708 zum Admiral of the Red befördert.
Beim Tod seines Vaters 1712 erbte er dessen Titel als 2. Duke of Leeds, 2. Marquess of Carmarthen, 2. Earl of Danby, 2. Viscount Latimer und 3. Baronet, of Kiveton. Von 1713 bis 1714 war Osborne Lord Lieutenant des East Riding of Yorkshire. Osborne starb 1729 im Alter von etwa 70 Jahren.